# Pihlajakari (ö i Finland, Kymmenedalen, Kotka-Fredrikshamn, lat 60,42, long 27,03)
Pihlajakari är en ö i Finland. Den ligger i Finska viken och i kommunen Kotka i den ekonomiska regionen  Kotka-Fredrikshamn i landskapet Kymmenedalen, i den södra delen av landet. Ön ligger nära Kotka och omkring 120 kilometer öster om Helsingfors.
Öns area är 0,9 hektar och dess största längd är 280 meter i sydöst-nordvästlig riktning.